# 덕산선
덕산선(德山線)은 대한민국 경상남도 창원시의 창원역과 덕산역을 잇는 길이 8.2km의 지선 철도이다. 

## 역사
덕산선은 본래 경전선 본선의 일부였으나 2010년 12월 15일 경전선 복선 전철화로 창원역~낙동강역 구간이 이설되면서 덕산역의 군용 화물 취급을 위해 기존 경전선의 창원-덕산 구간을 존치시킨 노선이다. 2011년 5월 18일 용강신호소가 신설되었다.
- 2019년 4월 17일 : 철도 노선번호 변경에 따라 30707로 변경[1]

## 역 목록
| 역명 | 로마자 역명 | 한자 역명 | 접속 노선      | 역간 거리 | 영업 거리 | 소재지   | 소재지 |
| ---- | ----------- | --------- | -------------- | --------- | --------- | -------- | ------ |
| 창원 | Changwon    | 昌原      | 경전선, 진해선 | 0.0       | 0.0       | 경상남도 | 창원시 |
| 용강 | Yonggang    | 龍岡      | 경전선         | 3.3       | 3.3       | 경상남도 | 창원시 |
| 덕산 | Deoksan     | 德山      |                | 4.9       | 8.2       | 경상남도 | 창원시 |

## 같이 보기
- 서청주선, 북전주선, 병점기지선, 마산항제1부두선 - 마찬가지로 선로 이설 후 구 선로의 일부를 별개의 영업선으로 독립 존속시킨 사례